# Justin Timberlake
Justin Randall Timberlake (Memphis, 31 de janeiro de 1981) é um cantor, compositor, ator, produtor musical, dançarino, multi-instrumentista e empresário norte-americano.
Ex-integrante da boy band 'N Sync, Timberlake lançou em 2002 seu primeiro álbum em carreira solo, Justified, que vendeu mais de sete milhões de cópias mundialmente. Em seguida lançou singles que marcaram a sua carreira, como "Cry Me a River" e "Rock Your Body", que o fizeram ganhar seus dois primeiros Grammys e seus três primeiros VMAs. Seu segundo álbum de estúdio, FutureSex/LoveSounds, foi lançado em setembro de 2006 e vendeu mais de 14 milhões de cópias no mundo, além de ter garantido a 1ª posição em muitos países, colocando três singles em primeiro lugar na lista do mais populares dos Estados Unidos: "SexyBack", "My Love" e "What Goes Around... Comes Around", e ter rendido a Justin mais quatro Grammys e quatro VMAs.
Sete anos depois, lançou seu terceiro álbum de estúdio, The 20/20 Experience, que debutou em primeiro lugar nos Estados Unidos e Reino Unido, e lançou singles como "Suit & Tie" e "Mirrors" que alcançaram o top 3 da Billboard Hot 100, além de ter sido o álbum mais vendido dos Estados Unidos, no ano de 2013. No mesmo ano, lançou seu quarto álbum de estúdio, The 20/20 Experience 2 of 2, que também ficou em primeiro lugar em vários países, e lançou singles como "Not a Bad Thing", que também teve bom desempenho nas tabelas musicais, alcançando a 8ª posição no Hot 100. Os dois álbuns renderam a Justin mais três Grammys, e mais quatro VMAs. Em 2016, Justin participou da trilha sonora do filme Trolls, filme na qual ele dublou um personagem e lançou um single, Can't Stop the Feeling!. A música fez bastante sucesso, estreando já na primeira colocação da Billboard Hot 100. Além disso, a música ganhou um Grammy e foi indicada para o Óscar e para o Globo de Ouro.
Em 2018, o cantor lançou seu quinto álbum de estúdio, Man of the Woods, que debutou em primeiro lugar na Billboard Hot 100. O primeiro single do álbum foi "Filthy", que atingiu a nona posição no Hot 100. A segunda música enviada às rádios foi "Supplies", que contou com uma forte crítica social em seu videoclipe. O terceiro single do álbum foi "Say Something", uma música country com parceria do cantor estadunidense Chris Stapleton que também atingiu a nona posição no Hot 100. A canção "Man of the Woods" foi lançada como quarto single do álbum. No mesmo ano, o cantor se apresentou no Super Bowl Halftime Show pela terceira vez em sua carreira.
Por seu trabalho na música e na televisão, Timberlake já ganhou vários prêmios, entre eles dez Grammys e quatro Emmys, além de ter recebido o Michael Jackson Video Vanguard Award, em 2013, e o "Prêmio Inovador" da iHeartRadio Music Awards, em 2015. Timberlake também é um dos maiores vencedores do VMA, com 11 prêmios em sua carreira solo e 18 juntando com a sua época no Nsync. Em outubro de 2015, Justin foi introduzido para o Memphis Music Hall of Fame, se tornando seu mais jovem membro. Justin é considerado Príncipe do Pop,, Presidente do Pop e Rei do Pop.
No meio empresarial, é presidente de uma gravadora, a Tennman Records; co-proprietário do restaurante Southern Hospitality e do restaurante Destino, ambos em Nova Iorque; co-fundador da marca de tequila Sauza 901; dono do campo de golf Mirimichi; co-proprietário da marca de roupa William Rast, que rendeu a ele, em 2015, o prêmio "Fashion Oracle Award"; desenhista da linha de decoração HoMin; além disso ele é também um dos sócios do time de basquete Memphis Grizzlies.

## Biografia
Justin cresceu em Memphis, Tennessee, filho de Lynn Harless e Randall Timberlake. Seus pais se divorciaram em 1985 e ambos voltaram a se casar. Sua mãe que agora trabalha numa Companhia de Entretenimento chamada Just-in Time Entertainment, se casou com Paul Harless, um banqueiro, quando Justin ainda tinha 5 anos de idade; enquanto seu pai é um diretor de coro musical de uma igreja batista, teve dois filhos, Jonathan (nascido em 1993) e Stephen (nascida em 1998), do seu segundo casamento com Lisa. Sua meia-irmã, Laura Katherine, morreu logo depois que nasceu em 1997 e é a única recordação de Timberlake, como ele se refere "Meu Anjo no Céu". Sua primeira tentativa de seguir uma carreira de músico foi cantando músicas country no programa de televisão Star Search.
Em 1993, entrou no Mickey Mouse Club (Clube do Mickey em português), onde conhecera sua futura ex namorada Britney Spears, sua futura parceira de turnê Christina Aguilera, e o futuro parceiro de banda JC Chasez. Quando o Clube do Mickey acabou em 1995, Timberlake convidou JC Chasez para formar uma boy band, organizado por Lou Pearlman, juntamente com Chris Kirkpatrick. O grupo ficou conhecido como 'N Sync.

## Carreira

### 1995–2002: 'N Sync
Justin Timberlake e JC Chasez se conheceram no Mickey Mouse Club, foram os dois cantores, líderes da boy band 'N Sync que ficou conhecida popularmente na década de 1990. O grupo formado em 1995 por Timberlake, JC, Lance Bass, Joey Fatone e Chris Kirkpatrick, começou sua carreira 1996 na Europa, o qual se tornaria o fenômeno da música pop nos Estados Unidos dois anos mais tarde em 1998, com seu álbum de estreia, *NSYNC nos EUA, com 11 milhões de cópias vendidas somente lá, criando assim vários hits que estouraram como Tearin' Up My Heart e I Want You Back. Pelos próximos dois anos eles foram encorajados, pela similar situação dos Backstreet Boys, empenhados a uma longa batalha contra o empresário Lou Pearlman e finalmente assinando pela Jive Records.

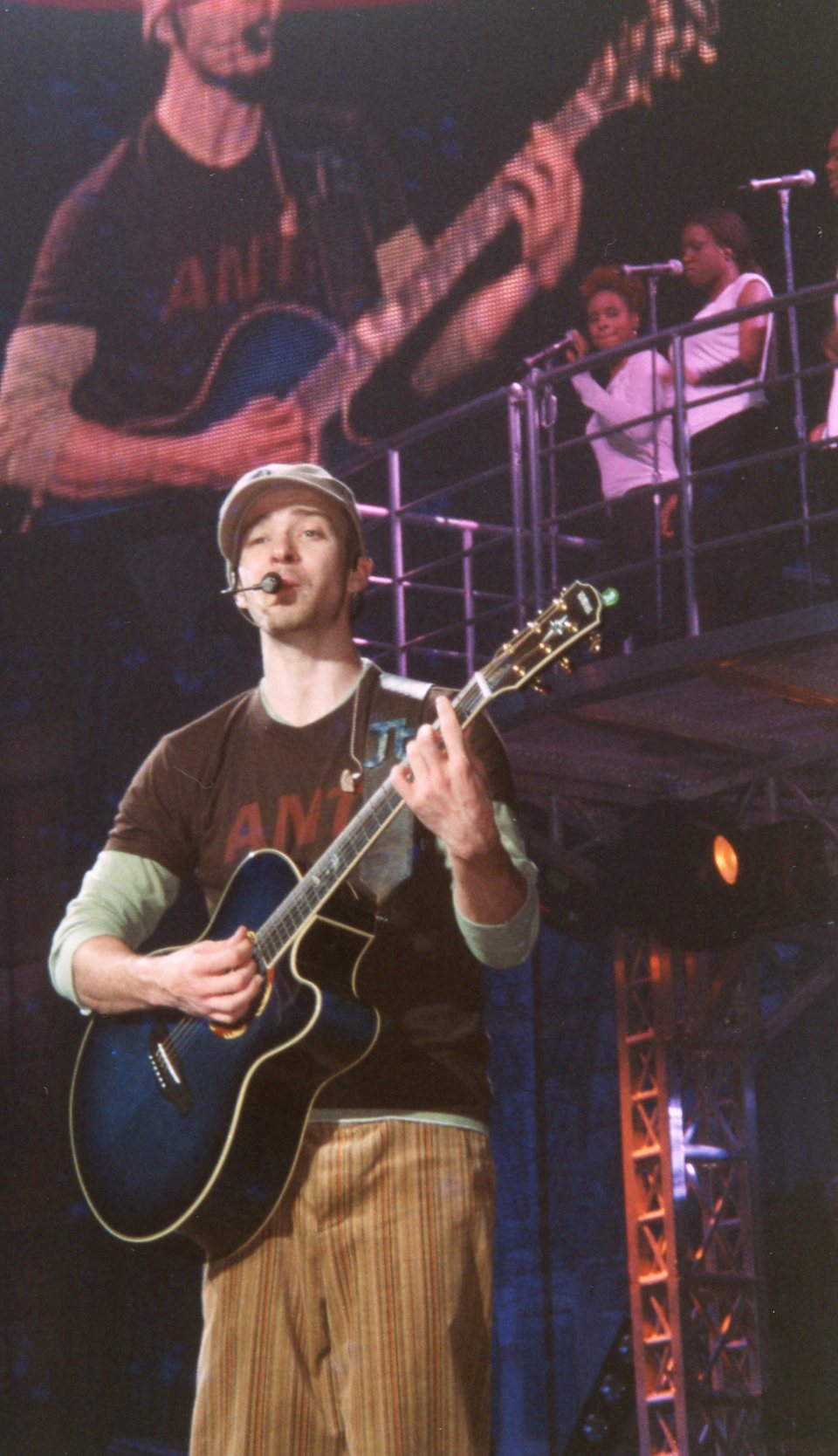
Timberlake em 2004, durante um show na Inglaterra

Eles lançaram, em Março de 2000, o seu álbum mais esperado, No Strings Attached, o qual veio ser por 15 anos o álbum que vendeu mais rápido de todos os tempos com 2.4 milhões de cópias vendidas só na primeira semana, até ser ultrapassado pelo álbum 25 da Adele. No Strings Attached produziu um single #1 na parada americana, It's Gonna Be Me, além dos sucessos This I Promise You e Bye Bye Bye, o maior hit da boyband.
O sucesso foi seguido pelo seu terceiro e último álbum de estúdio, Celebrity, que se tornou, ná época, o segundo álbum a vender mais rápido na primeira semana. Com esse álbum, a boyband emplacou hits como POP, Girlfriend e Gone. Em 2002, depois da conclusão do Celebrity Tour e o lançamento de Girlfriend o grupo decidiu dar um tempo, o que foi um período crucial para Justin começar a trabalhar no seu primeiro álbum solo.
Nesse meio tempo o N Sync ficou famoso pelos shows que fizeram Academy Awards, na Olimpíada e no Super Bowl que ficaram tão bem-feitos quanto seus mais de 60 milhões de álbuns vendidos em todo mundo, tornando 'N Sync a segunda boy band que mais vendeu da história. A banda também foi considerada pela revista Rolling Stone a quinta melhor boy band de todos os tempos.
Em 2013, a boyband se reuniu no MTV Video Music Awards para o medley de Justin TImberlake na performance de aceitação do Michael Jackson Video Vanguard Award. O grupo apareceu de surpresa no palco cantando "Gone", que depois foi emendado com "Girlfriend" e "Bye Bye Bye".
Em 30/04/2018 a banda se reuniu para receber sua estrela na Calçada da Fama em Hollywood, Los Angeles nos Estados Unidos.

### 2002–2004: Justified

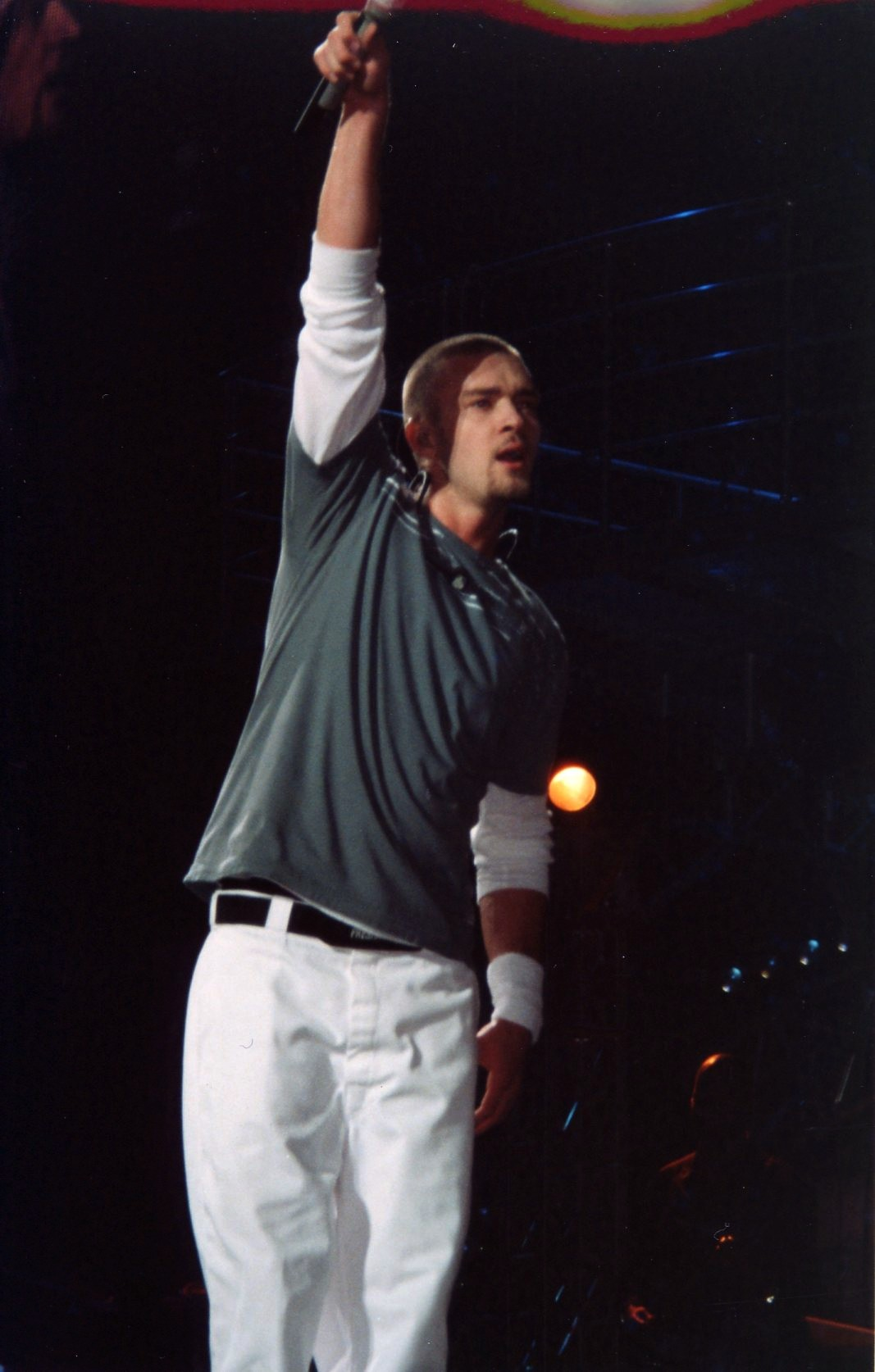
Justin na turnê Justified and Lovin' It Live, em 2003

Timberlake lançou seu primeiro álbum solo, Justified, em 5 de novembro de 2002. Estreou no número dois na parada de álbuns da Billboard 200, vendendo 940 000 cópias na primeira semana do seu lançamento. Eventualmente foram vendidos mais de nove milhões de cópias nos Estados Unidos e mais de vinte milhões no mundo todo. O álbum foi aclamado pela crítica, devido ter bastante R&B contemporâneo influenciado pelos produtores de hip-hop, The Neptunes e Timbaland. O álbum teve quatro indicações ao Grammy Awards, ganhando dois prêmios.
Em agosto de 2002, após alguns meses de gravação do seu primeiro álbum solo, Timberlake se apresentou no MTV Video Music Awards, com a música dançante, "Like I Love You", até então desconhecida do público, que foi produzida por The Neptunes. A canção alcançou o número onze na Billboard Hot 100 e foi nomeada para o Grammy Awards na categoria de “Melhor Rap ou Colaboração”. O segundo single, “Cry Me a River”, atingiu a terceira posição na parada americana, e a segunda na parada britânica. A música ganhou um Grammy na categoria de “Melhor Pop Vocal Masculino” e dois VMAs, por “Melhor Clipe Pop” e “Melhor Clipe Masculino”. “Rock Your Body” foi escolhido como terceiro single do álbum, e ficou em quinto lugar na Billboard. A música foi apresentada durante o Super Bowl Halftime Show. O quarto e último single foi “Señorita”, que foi performado no Grammy Awards de 2004, e no programa “Saturday Night Live”. A música atingiu a posição 27 na Billboard.

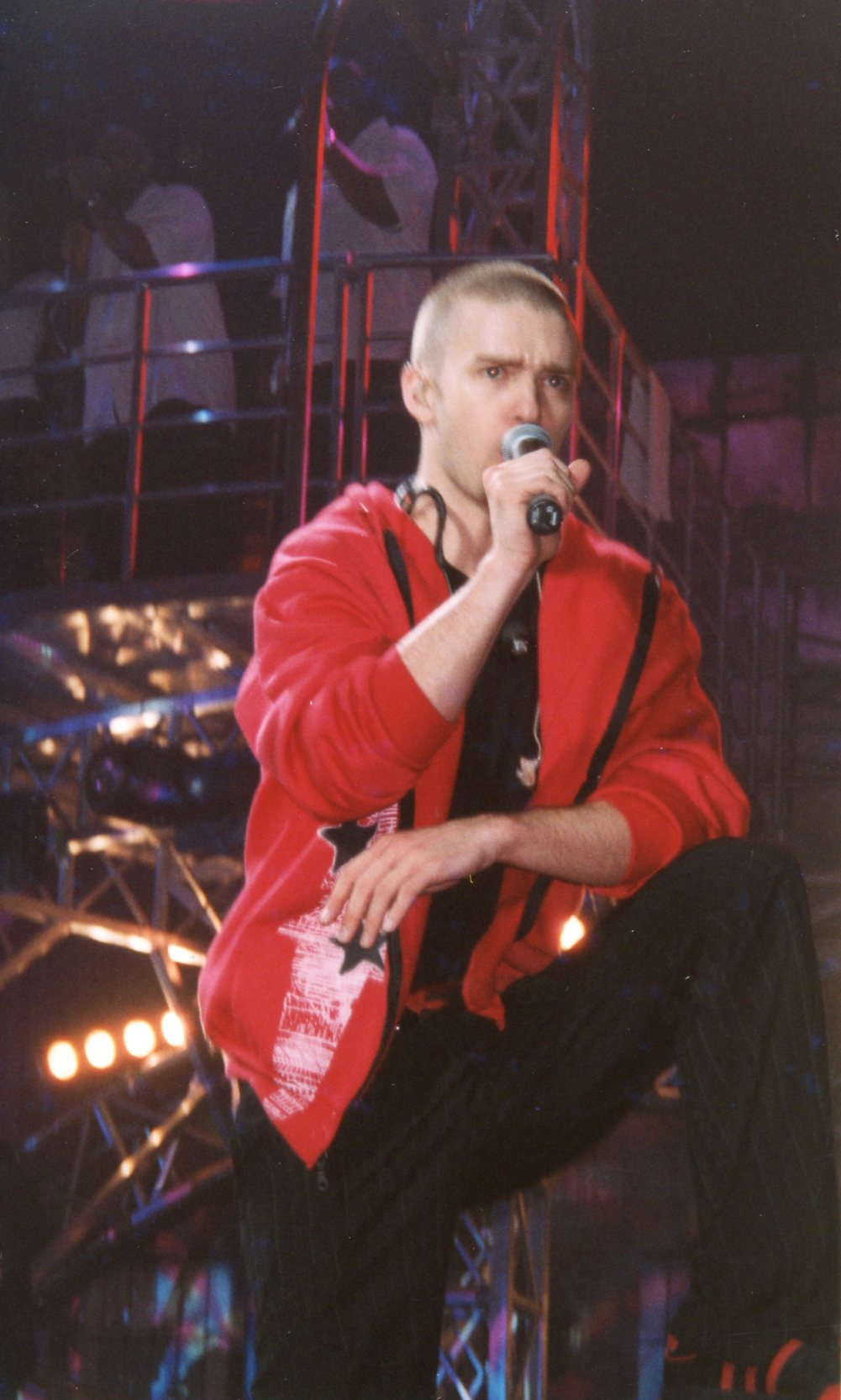
Timberlake em sua turnê

Timberlake fez a sua turnê juntamente com a de Christina Aguilera, a “Justified/Stripped Tour”, que faturou 45 milhões de dólares, se tornando a turnê mais lucrativa de 2003. A turnê passou somente pelos Estados Unidos e pelo Canadá. Justin também fez uma turnê solo, a “Justified and Lovin’ It Live”, que teve um faturamento de 112 milhões de dólares, percorrendo a América do Norte, Europa e Oceania. Posteriormente, foi lançado o DVD da turnê, o “Justin Timberlake: Live from London".
No final do ano, Timberlake gravou a música intitulada "I'm Lovin' It". Foi usada pela McDonald's como tema da sua campanha publicitária, "I'm Lovin It" (no Brasil, o tema foi "Amo Muito Tudo Isso"). O negócio com o McDonald's teve uma estimativa de US$ 6 milhões pela venda do nome.
Em fevereiro de 2004, durante o meio-tempo do Super Bowl, foi transmitido pela rede televisiva CBS, um show em que Justin se apresentou com Janet Jackson para uma audiência de mais 104 milhões de telespectadores. Ao fim do show, Timberlake tirou fora uma parte da roupa preta de couro que Janet estava usando, acompanhada pela parte da letra da música. A parte em que roupa foi tirada, expôs brevemente um seio de Janet. Timberlake se desculpou pelo incidente dizendo "desculpe-me por qualquer um que tenha se ofendido pela ‘má função do guarda-roupa’ durante o show do meio-tempo do Super Bowl…". A expressão "má função do guarda-roupa" ("Wardrobe malfunction" em inglês) tem sido usado pela mídia para se referir ao incidente e se integrou à cultura popular.
Com resultado da controvérsia, Timberlake e Jackson foram banidos do Grammy Awards de 2004 a não ser que aceitassem a pedir desculpas no evento. Timberlake aceitou e se desculpou quando recebeu o primeiro dos dois Grammys daquela noite (Melhor Álbum Pop por Justified e Melhor Performance Masculina por "Cry Me a River"). Ele também recebeu as nomeações de Melhor Álbum do Ano por Justified, Gravação do Ano  por "Where Is The Love?" com o Black Eyed Peas.

### 2004–2005: Colaborações

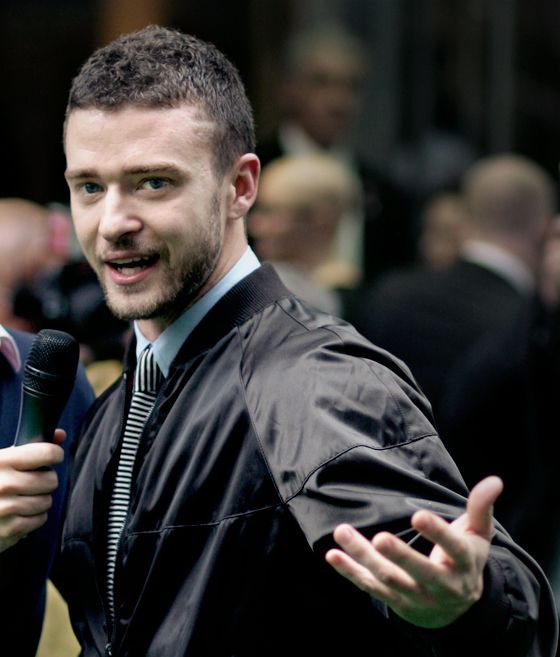
Timberlake em 2007, na estreia do filme Shrek III

Depois do escândalo do Super Bowl, Justin colocou sua carreira de músico de lado e se esforçou para dar início na carreira de ator, tendo estreado em pequenas colaborações em filmes desde o começo de sua carreira como músico. Seu primeiro papel durante esse tempo foi como um jornalista num suspense Edison Force, que foi filmado em 2004 e lançado em DVD em 18 de julho de 2006. Ele também apareceu em filmes como Alpha Dog, Black Snake Moan, Southland Tales, e fez a voz do Rei Arthur jovem no filme de animação Shrek Terceiro, lançado em 18 de maio de 2007. Ele também apareceu como um jovem Elton John, em seu clipe da música "This Train Don't Stop There Anymore".
Ele continuou a gravar com outros artistas. Depois de "Where Is the Love?", ele continuou a gravar com o Black Eyed Peas em 2005, na música "My Style" do seu álbum Monkey Business. Com Nelly, gravou a música "Work It", que foi remixada e incluída no álbum de remix de Nelly de 2003. Quando estava gravando "Signs" com Snoop Dogg, ele descobriu um problema na garganta. Nódulos foram subsequentemente removidos de sua garganta numa operação em 5 de maio de 2005. Ele foi informado para não cantar alto pelos poucos meses seguintes. No verão de 2005, Timberlake iniciou sua própria gravadora, Tennman Records.

### 2006–2007: FutureSex/LoveSounds

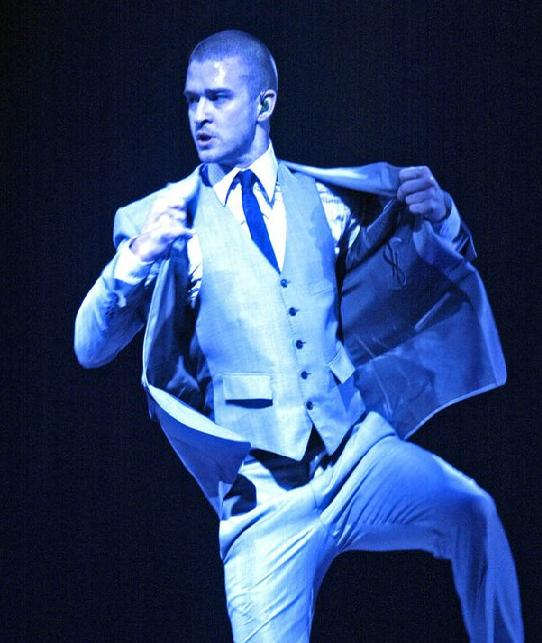
Justin durante um show em 2007

Timberlake fez uma pequena aparição no clipe do single "Promiscuous" de Nelly Furtado e Timbaland. Ele lançou seu segundo álbum solo, FutureSex/LoveSounds, em 12 de setembro de 2006. O álbum que Timberlake lançou em 2006, estreou na primeira posição na parada da Billboard, vendendo 1,684,000 cópias na primeira semana. Foi o maior álbum de pré-ordens no iTunes, batendo recorde de Coldplay de maior venda de uma semana de um álbum digital. O álbum foi produzido por Timbaland, Danja (que produziu o encarte do álbum), Will.i.am, Rick Rubin e o próprio Justin. e contou com a participação dos vocais de Three 6 Mafia, T.I e Will.i.am. O álbum, que debutou em primeiro lugar em sete paradas por todo o mundo, teve seis singles: “SexyBack”, “My Love”, “What Goes Around... Comes Around”, “LoveStoned”, “Until The End Of Time”, e “Summer Love”, respectivamente. O álbum teve sete indicações ao Grammy e ao MTV Video Music Awards, ganhando quatro nas duas premiações, além de ter vendido mais de 15 milhões de cópias por todo o mundo.

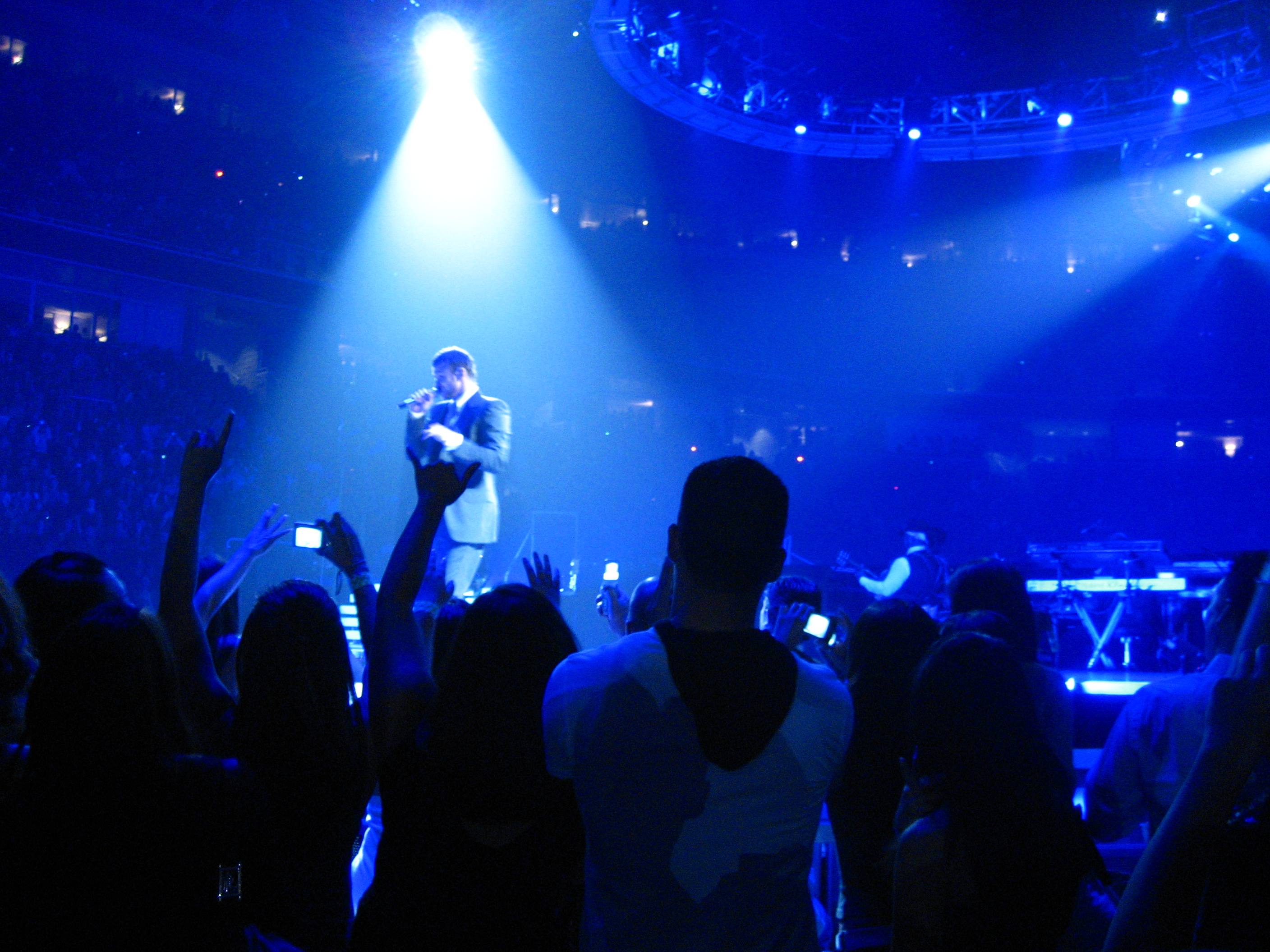
Timberlake durante sua turnê FutureSex/LoveShow, em San José, na Califórnia

O single líder do álbum, "SexyBack", foi apresentado na abertura do MTV Video Music Awards de 2006 e alcançou o número um na Billboard Hot 100 sendo a música de mais sucesso em 2006, onde ficou sete semanas consecutivas, e se tornando o primeiro single de Justin a alcançar a primeira posição. Ela também alcançou a primeira colocação no Reino Unido e em outras nove paradas por todo o mundo. A canção teve certificação 3x platina da RIAA, e ganhou um Grammy para Best Dancing Recording. "My Love", o segundo single do álbum, também foi produzido por Timbaland com a participação do rapper T.I., e alcançou novamente o número um na Billboard Hot 100 e em outras sete paradas, incluindo a brasileira. Ela foi performada no especial do Victoria's Secret Fashion Show de 2006, e no Grammy Awards, onde ganhou um Grammy por Melhor Colaboração de Rap/Canto. Seu terceiro single, “What Goes Around... Comes Around”, foi apresentado no programa “Saturday Night Live”, além de ter sido performada no Grammy Awards onde ganhou um Grammy por Melhor Performance Pop Vocal Masculina e uma outra indicação por Gravação do Ano. A canção debutou em primeiro lugar nos Estados Unidos, e em quarto no Reino Unido. O vídeo da canção tem a participação de Scarlett Johansson, e ganhou um VMA por melhor edição. O quarto single do álbum, “LoveStoned” debutou em 17 na parada Americana, e em 11 na parada britânica. Ela foi performada no EMA de 2006 e no VMA de 2007, e ganhou um Grammy para Best Dancing Recording. “Until The End of Time”, o quinto single que contém participação da cantora Beyoncé, debutou na posição 17 na parada dos Estados Unidos. A música não teve um vídeo, assim como o sexto e último single do álbum, “Summer Love”, que debutou na sexta posição nos Estados Unidos e recebeu certificado de platina pela RIAA.
Em janeiro de 2007, Justin iniciou sua turnê FutureSex/LoveShow, e com ela ganhou o seu primeiro Globo de Ouro solo, a turnê passou pela América do Norte, Europa, Ásia e Oceania, e arrecadou 130 milhões de dólares, se tornando a 18ª turnê mais lucrativa da década de 2000. A turnê ganhou um DVD, o “FutureSex/LoveShow: Live From Madison Square Garden”, que ganhou certificado 5x platina pela RIAA.
Em 2007, Justin fez ainda uma participação na música "Give It to Me", um single de Timbaland com participação de Nelly Furtado, além de Justin. A canção alcançou a primeira colocação em seis países, incluindo os Estados Unidos e o Reino Unido e foi performada na edição de 2007 do Grammy Awards. No mesmo ano, Timberlake fez uma participação na música “Ayo Technology” do rapper americano 50 Cent, que alcançou a quinta posição na tabela americana, e segunda na tabela britânica.

### 2008–2011: Atuações

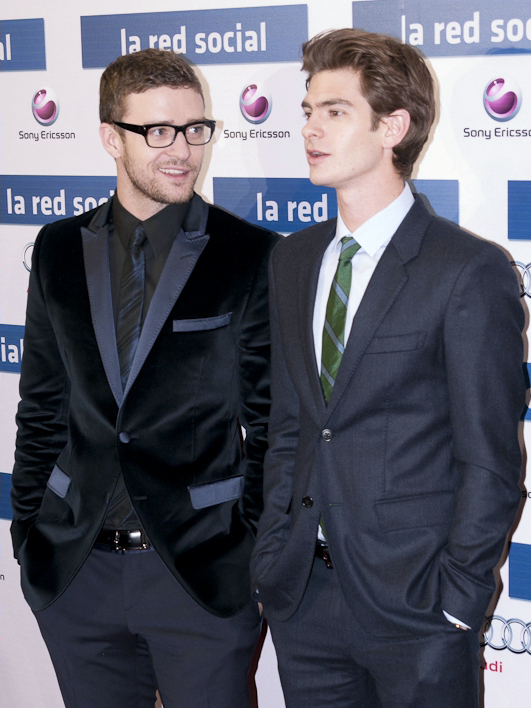
Justin Timberlake e Andrew Garfield na première do filme A Rede Social

Em fevereiro de 2008, Timberlake foi premiado com dois Grammy Award nas categorias de Performance Pop Masculina prêmio por "What Goes Around... Comes Around" e Melhor Dança prêmio por "Love Stoned".
Em 17 de março de 2008, Timberlake também lançou o single "4 Minutes", um dueto com Madonna. A canção é do décimo primeiro álbum da Madonna, Hard Candy, que teve colaborações de quatro outras composições e produções de Justin Timberlake. O single foi um hit internacional, alcançando número um na United World Chart e em vários países como Alemanha, Austrália, Bélgica, Brasil, Bulgária, Canadá, Dinamarca, Finlândia, Países Baixos, Itália, Noruega, Suécia, Suíça e Reino Unido, também chegou ao Top 5 na Áustria, França, Irlanda, Japão, Nova Zelândia e Estados Unidos. Timberlake também apareceu no clipe da música, dirigido por Jonas & François. Em 30 de abril de 2008, Timberlake cantou a música na Hard Candy Promo Tour, no Roseland Ballroom em Nova Iorque.

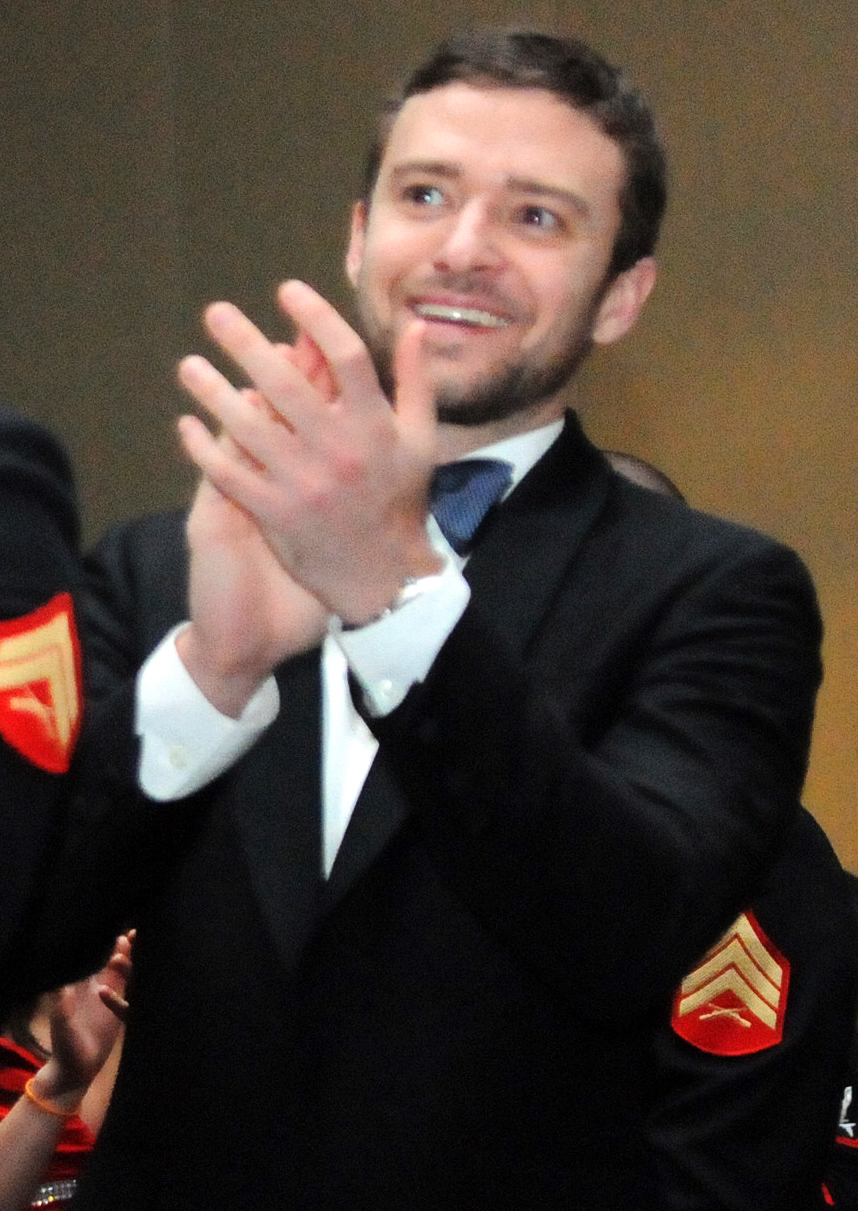
Justin Timberlake em novembro de 2011

Por volta de junho de 2007, Timberlake foi o co-escritor, produtor e participante das faixas Nite Runner e Falling Down do Duran Duran, em seu álbum; Red Carpet Massacre, lançado em 13 de novembro de 2007 nos EUA. Falling Down foi lançado um dia antes como single no Reino Unido.
Com o encerramento da turnê ''FutureSex/LoveSounds'' da Austrália em novembro de 2007, Timberlake focou-se na sua carreira de filmes. Projetos em 2008, foram estrelados nos papéis de Mike Myers na comédia O Guru do Amor (The Love Guru) e no drama de Mike Meredith, The Open Road. Em março de 2008, anunciou que seria o produtor executivo em um adaptação americana do hit da comédia peruana My Problem with Women da NBC.
Em 2008, Timberlake colaborou na música "Dead and Gone" para o sexto álbum de estúdio do rapper T.I., Paper Trail, que foi lançado como quarto single em 4 de janeiro de 2009. Essa canção chegou a segunda posição na Billboard Hot 100 por cinco semanas e foi indicada para o 52º Grammy Awards nas categorias "Best Rap/Song Collaboration" e "Best Rap Song".
Em novembro, foi confirmado que Timberlake faria uma participação e produção de poucas faixas do álbum Fantasy Ride da cantora de R&B/Pop, Ciara, lançado em maio de 2009.
No dia 20 de novembro de 2008, foi ao ar uma reportagem da TV Guide que revelou o próximo single de Esmée Denters, juntamente com Justin que participará nos vocais; Follow My Lead. Estará disponível para download através do MySpace. Todos os procedimentos ocorrerão na Shriners Hospitals for Children, uma caridade pediátrica para crianças doentes.
Em 2009, Justin fez uma participação especial no single "Don´t Let me Down" do novo álbum "Echo" da cantora britânica Leona Lewis. O Single é uma parceria que foi apresentado mundialmente em 2010. Nesse ano ele também fez uma participação na música do cantor e compositor Timbaland chamada "Carry Out".

### 2013–2017: The 20/20 Experience, 2 of 2 e Trolls

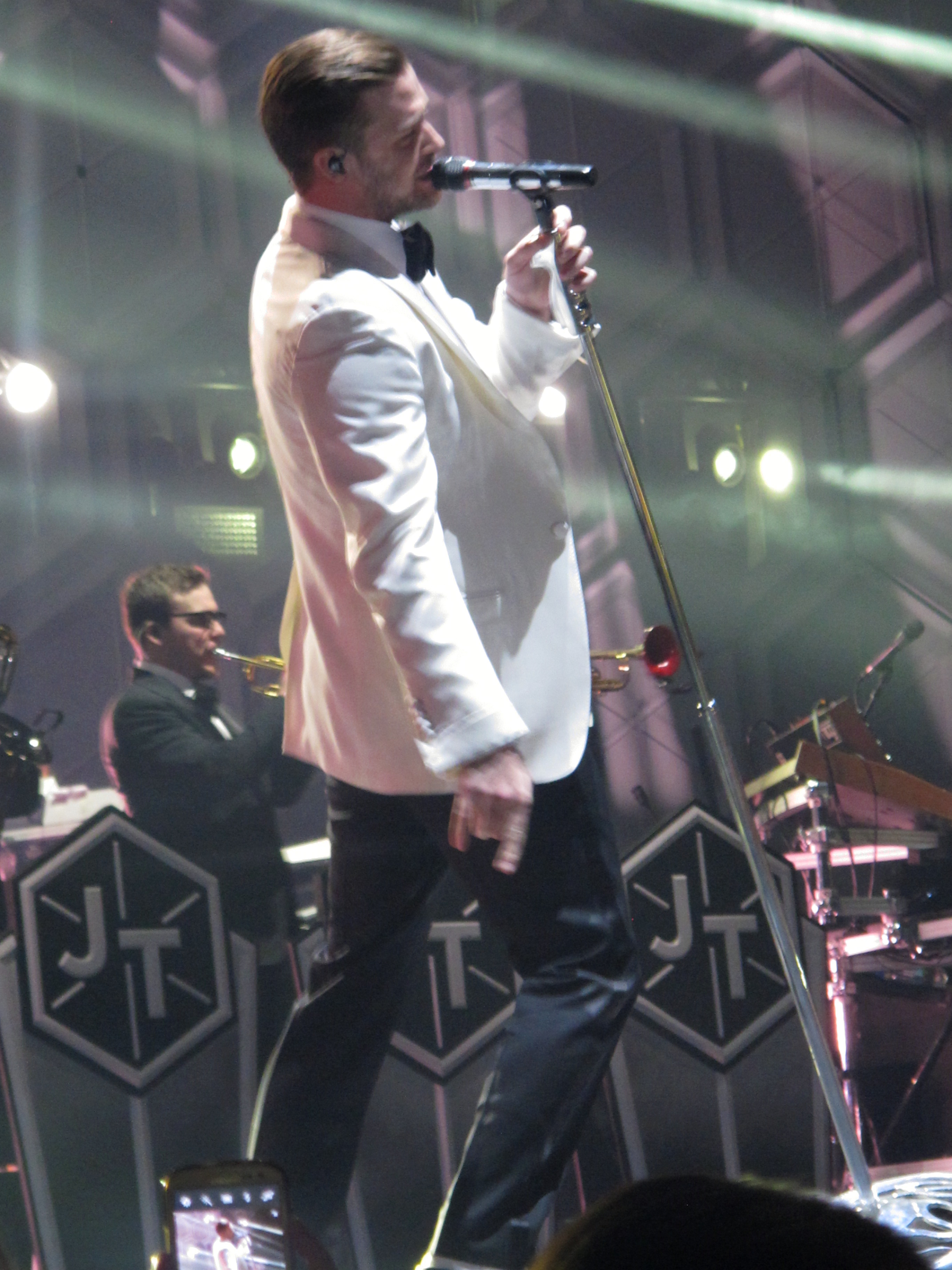
Justin Timberlake performando a turnê The 20/20 Experience World Tour

Justin Timberlake apresentou o seu novo álbum The 20/20 Experience no Super Bowl 2013 em Nova Orleans. Justin divulgou seu retorno ao cenário musical através de um vídeo, onde explicava seu hiato, e dizia no final "Eu acho que estou pronto".
Depois de mais de seis anos desde o lançamento do FutureSex/LoveSounds, em 15 de março de 2013, foi lançado o álbum The 20/20 Experience, que foi o álbum mais vendido dos Estados Unidos no ano de 2013, vendendo aproximadamente US$ 2,5 milhões no mesmo ano, e debutou em primeiro lugar na Billboard e no Reino Unido. Em 13 de janeiro de 2013, foi lançada a canção "Suit & Tie", primeiro single do álbum, que conta com a colaboração do cantor Jay-Z. Em 20 de janeiro, a canção debutou em terceiro lugar no Reino Unido, ficando atrás de "Scream & Shout" de will.i.am com Britney Spears e "My Life" de 50 Cent com Eminem e Adam Levine de Maroon 5, respectivamente. A música ganhou um Grammy de melhor vídeo musical, e um Video Music Award de melhor direção. A música foi performada no Grammy Awards, além de ter sido performada em programas como o Saturday Night Live. No dia 11 de Fevereiro de 2013, ele lançou "Mirrors" como segundo single do álbum. A música debutou em segundo lugar na Billboard Hot 100, e em primeiro lugar na tabela do Reino Unido. A música foi nomeada para o Grammy Awards, e ganhou dois Video Music Awards, por vídeo do ano, e por melhor edição. Justin divulgou a canção com apresentações em programas como The Ellen DeGeneres Show e Saturday Night Live. A música é dedicada a sua esposa, Jessica Biel, enquanto o vídeo é dedicado a seus avós maternos, William e Sadie Bomar, que foram casados por 63 anos, até a morte de William, em 2012. A música foi considerada a sétima melhor música, na lista das 100 melhores músicas de 2013, da revista Rolling Stone, e a décima melhor da lista das 20 melhores músicas de 2013, da Billboard. No dia 14 de Junho de 2013, foi lançado um terceiro e último single do álbum, "Tunnel Vision". A música foi divulgada através das turnês do cantor, e através de seu vídeo na Vevo, que causou polêmica por ser altamente explícito, o que fez com que fosse banido do YouTube. Mais tarde, ele foi postado novamente mas com um aviso de que era explícito, e proibido para menores de 18 anos.

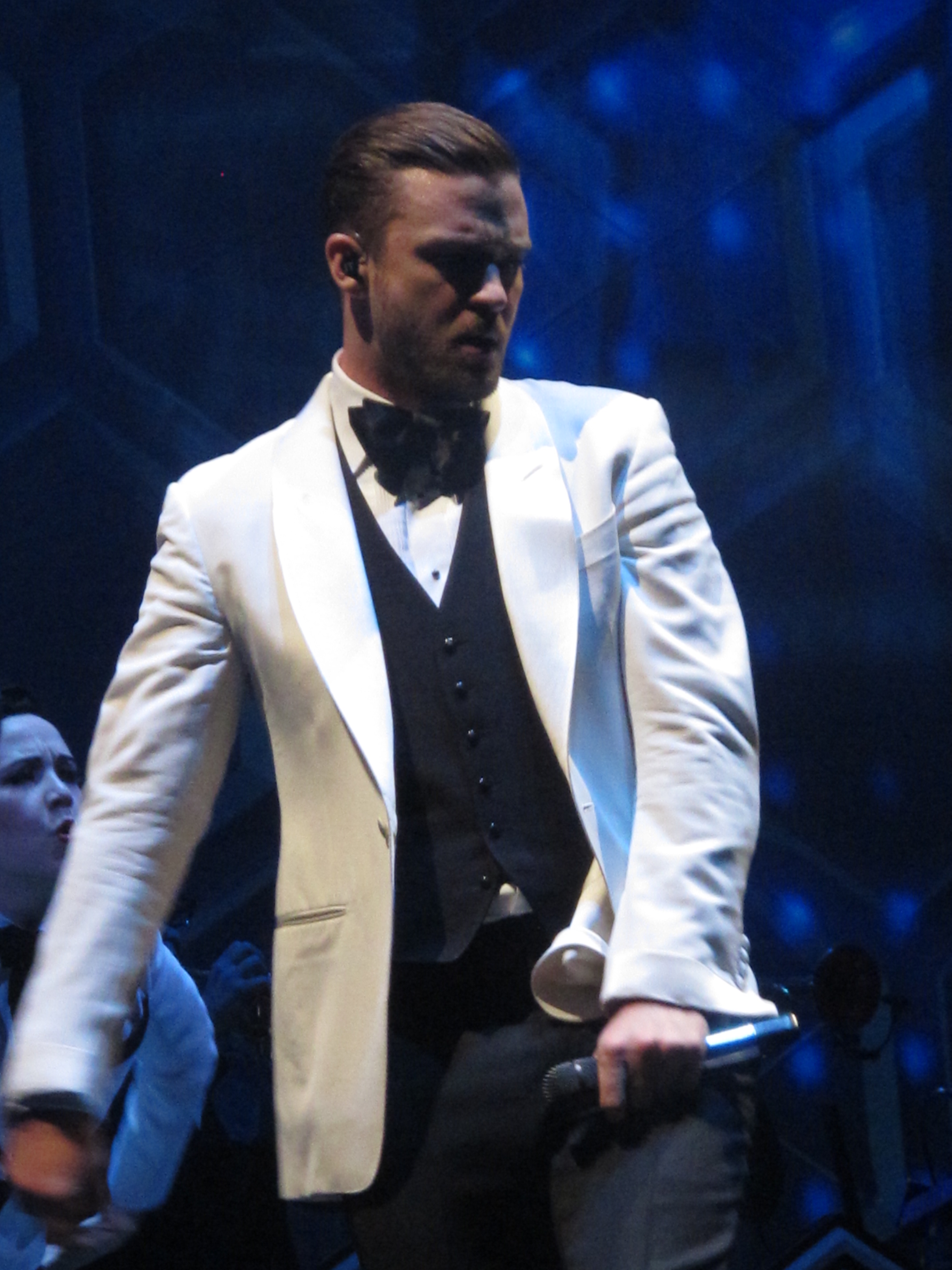
Justin em sua turnê, The 20/20 Experience World Tour

Em 27 de setembro de 2013, foi lançada a segunda parte do álbum, intitulada The 20/20 Experience 2 of 2. O álbum foi nomeado para o Grammy na categoria de "best pop vocal album", e ficou em primeiro lugar na tabela americana Billboard 200, e em segundo na tabela do Reino Unido. O primeiro single do álbum, "Take Back The Night", atingiu a posição 29 no Hot 100 da Billboard, e 22 no Reino Unido. O vídeo foi gravado em Chinatown, Nova Iorque, e foi performada pela primeira vez no Wireless Festival, no dia 12 de Julho de 2013. O segundo single, "TKO", lançado no dia 20 de Setembro de 2013, não teve um bom desempenho nas tabelas, atingindo a posição 36 nos EUA, e 58 no Reino Unido. No dia 29 de Novembro de 2013, ganhou um remix intitulado "Black Friday Remix", com participações de J. Cole, ASAP Rocky e Pusha T. O terceiro single, "Not a Bad Thing", foi lançado dia 24 de Fevereiro de 2014, e teve um melhor desempenho nas tabelas em relação aos singles anteriores. Ele debutou em 8º lugar nos EUA e 21º no Reino Unido. O single foi performado no The Tonight Show Starring Jimmy Fallon, e teve seu vídeo apresentado no The Ellen DeGeneres Show, onde é feito um documentário para procurar um casal, onde o homem pede a mulher em namoro com a música de Justin. O cantor lançou ainda mais um single, em 2015 (dois anos após lançar o álbum), após performar a música "Drink You Away" no Country Music Awards, ao lado de Chris Stapleton. Justin também já havia apresentado a música em 2013, no American Music Awards. Mesmo após 2 anos de lançamento, a música conseguiu atingir a 1ª posição no Itunes, e fez com que o álbum de Justin atingisse a 16ª posição. A música ainda atingiu a quinta posição da tabela Hot Digital Songs, da Billboard.
Os dois álbuns renderam a Justin, juntos, três Grammys, de sete indicações, e quatro Video Music Awards, de sete indicações.

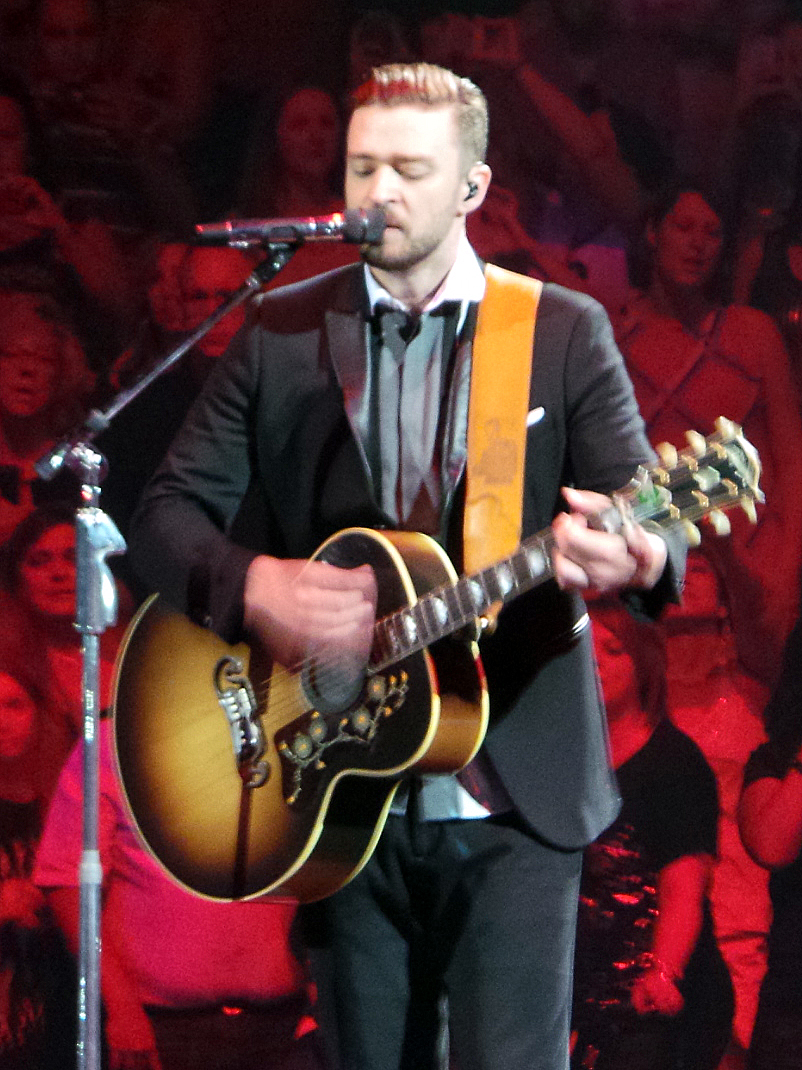
Timberlake cantando "Not a Bad Thing", em sua turnê

No dia 4 de julho de 2013, Justin fez uma participação na música "Holy Grail" de Jay-Z. A música atingiu a 4ª posição na Billboard, e garantiu um Grammy para Justin. Seu vídeo foi divulgado pelo Facebook.
Para divulgar seus álbuns, Justin começou no dia 14 de julho de 2013 uma turnê conjunta com Jay-Z, a Legends of The Summer Stadium Tour, fazendo um total de 14 shows pelos Estados Unidos e pelo Canadá. No dia 6 de novembro, Timberlake começou sua outra turnê intitulada The 20/20 Experience World Tour, que foi a 20ª turnê mais lucrativa de todos os tempos, arrecadando $ 231 700 000 dólares. A turnê passou pela África, Ásia, Europa, América do Norte e Oceania, num total de 134 shows, sendo os dois últimos, em Las Vegas. No Brasil, Justin cantou na edição de 2013 do Rock in Rio, entretanto, o show não fez parte da turnê de divulgação do álbum. Justin lançou o DVD da sua turnê The 20/20 Experience World Tour (2013–2015) no dia 13 de setembro de 2016, no TIFF (Toronto International Film Festival). O DVD, que foi intitulado como "JT + The Tenesse Kids" é um filme/documentário sobre a turnê, e foi gravado nos dias 1 e 2 de janeiro, na MGM Grand Las Vegas. O filme foi dirigido por Jonathan Demme, diretor que já ganhou um Óscar pelo filme "O Silêncio dos Inocentes". O filme foi disponibilizado na Netflix no dia 12 de outubro de 2016.
Em 2014, Justin fez uma participação na música "Love Never Felt So Good" de Michael Jackson. A música, que foi o primeiro single do álbum-póstumo de Michael, debutou em nono lugar na tabela dos Estados Unidos, e em oitavo na tabela do Reino Unido. O vídeo da música foi dirigido por Timberlake e Rich Lee. A música foi performada no IHeart Radio Music Awards, em 2014, onde o cantor americano Usher dançava, imitando passos de Michael.
No dia 6 de maio de 2016, o cantor lançou a música "Can't Stop the Feeling", para o filme de animação Trolls. A música, produzida por Max Martin e Shellback, fez bastante sucesso nas paradas musicais, sendo uma das poucas músicas da história a estrearem na primeira colocação da parada americana da Billboard. Além disso, a música foi um sucesso comercial, já que foi a canção mais vendida no ano de 2016 nos Estados Unidos, com mais de 2,4 milhôes de cópias vendidas. Can't Stop the Feeling! rendeu a Justin um Grammy por Best Song Written for Visual Media, além de ter sido indicada para o Óscar e para o Globo de Ouro. No dia 26 de fevereiro de 2017, o cantor apresentou a música no Oscar 2017. Timberlake foi o produtor executivo da trilha sonora de Trolls, e apareceu em algumas outras músicas do álbum como "Hair Up", "September", "True Colors", com Anna Kendrick (cover de Cyndi Lauper) , e "What U Workin' With?", com Gwen Stefani. Além disso, Justin dublou a voz de um personagem no filme, Branch.
Em 2017, o cantor esteve no Brasil para ser o headline de um dos dias do festival de música Rock in Rio, o mesmo festival que o cantor se apresentou em 2001 com a boyband Nsync, em 2013 no Rio de Janeiro e em 2014 em Lisboa. No mesmo ano, Justin participou do novo filme “Wonder Wheel”, dirigido por Woody Allen.

### 2018–presente: Man of The Woods

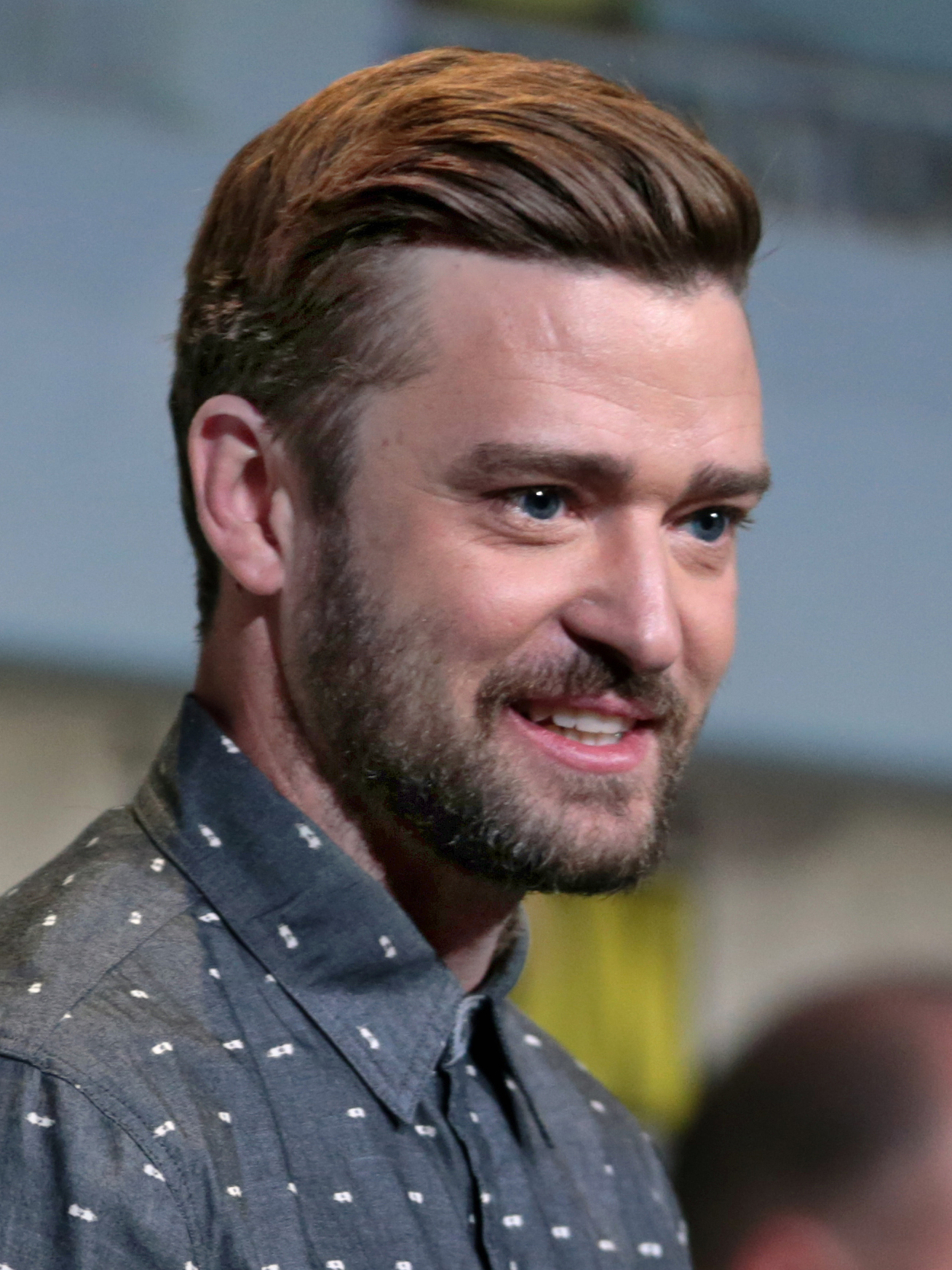
Justin Timberlake em 2016, na San Diego Comic-Con

Justin Timberlake anunciou em 2017 que seria o responsável, no ano seguinte, pelo Halftime Show do Super Bowl LII. O anúncio de sua participação no intervalo foi uma surpresa pois ninguém esperava que a NFL o aceitaria de volta após a polêmica que envolveu o cantor e Janet Jackson em 2001. Com o anúncio de seu show no intervalo, aumentaram as especulações de que Timberlake estaria a lançar um novo álbum no ano seguinte, o que de fato se efetivou.
No dia 2 de Janeiro de 2018, Justin Timberlake anunciou seu quinto álbum de estúdio intitulado "Man of The Woods" através de um vídeo mostrando cenas de diferentes clipes gravados por ele, o que levou os fãs a acreditarem de que o novo álbum seria visual, ou seja, possuiria clipes para todas as músicas. No mesmo vídeo, Timberlake diz que esse álbum foi o mais pessoal de sua carreira por ter sido inspirado em sua família e em sua terra natal, Memphis, Tennessee. Além disso, o vídeo revelou a data oficial de lançamento do álbum: 2 de fevereiro de 2018. Para a sua produção, Justin contou com a ajuda de Timbaland, The Neptunes (Pharell Williams), Danja e Rob Knox. O álbum debutou em primeiro lugar na parada de álbuns estadunidense, Billboard 200, com sendo o quarto álbum solo de Justin e sexto contando com sua carreira na boyband 'Nsync, a atingir a primeira colocação na mesma parada. "Man of the Woods" fechou sua primeira semana de vendas com um debut de 293 000 cópias vendidas, sendo 15 000 somente no formato vinil, o que rendeu a Justin o segundo álbum da história com maiores vendas em formato vinil por um cantor masculino, perdendo apenas para Jack White com seu álbum "Lazaretto".
O primeiro single, "Filthy", saiu no dia 5 de Janeiro e contou com produção de Timbaland, Danja e do próprio cantor, trio que foi responsável por outros hits da carreira de Justin como "Sexyback" e "My Love". A música atingiu a nona colocação no Hot 100 da Billboard logo em sua semana de estréia. O clipe da música mostra Justin como um apresentador de um produto, um robô, que tem suas habilidades e funcionalidades mostradas a uma plateia. Após "Filthy", Justin ainda lançou mais três outras músicas antes de lançar o álbum completo. O segundo single do álbum foi "Supplies", produzido por The Neptunes. O videoclipe mostra um cenário distópico em que Justin encontra o amor em uma mulher (Eiza Gonzáles) e, juntos, eles enfrentam os problemas dessa distopia. É possível perceber, ainda, diversas críticas sociais no clipe, como a alienação da população, o preconceito e o abuso sexual, representadas, principalmente, pela imagem de Donald Trump, presidente dos Estados Unidos, e de Kevin Spacey, ator acusado de abusar mulheres sexualmente. Diferente do primeiro single, "Supplies" não obteve um bom desempenho nas tabelas musicais, atingindo o pico de #71 na Billboard Hot 100. A música foi performada pela primeira vez no The Tonight Show Starring Jimmy Fallon, após a apresentação de Justin no Super Bowl.
A terceira música enviada às rádios, "Say Something", por ser uma música country, seguiu mais o conceito proposto por Timberlake quando este anunciou seu novo álbum em comparação com os singles prévios. A canção teve a participação do cantor de country estadunidense Chris Stapleton, que já tinha cantado ao lado de Justin no Country Music Awards em 2015, em que ambos performaram as músicas Tennessee Whiskey de Stapleton e Drink You Away de Timberlake. O clipe, que foi gravado em apenas um take, isto é, que não possui cortes e edições, mostra Timberlake e Stapleton cantando e tocando violão até se encontrarem com uma banda e um coral no final. Justin e Chris performaram a música no The Tonight Show Starring Jimmy Fallon após o Super Bowl e no Brit Awards de 2018. "Say Something" atingiu a nona posição da Billboard Hot 100, bem como o primeiro single do álbum, e se tornou a décima nona música de Justin a atingir o top 10 da parada musical norte americana. O quarto e último single recebeu o mesmo nome do álbum, "Man of the Woods". Essa canção é, segundo Justin, uma carta de amor para sua esposa, Jessica Biel, que também aparece no clipe da música. Entretanto, assim como o segundo single do álbum, a canção não obteve bons resultados nas paradas musicais, atingindo um pico de #73 na Billboard Hot 100.
Dois dias após lançar seu novo álbum, Justin performou no Halftime Show do Super Bowl LII, apresentando seu vasto repertório de hits: "Filthy", "Rock Your Body", "Señorita", "SexyBack", "My Love", "Cry me a River", "Suit & Tie", "Until the End of Time", "I Would Die 4 U (cover de Prince)", "Mirrors" e "Can't Stop the Feeling!". A performance contou com uma homenagem ao cantor Prince, que nasceu em Minneapolis, cidade onde foi realizado o jogo. No geral, as críticas para a performance foram negativas por Justin apresentar uma performance simples, sem grandes estruturas, por não possuir nenhum cunho político, por uma polêmica envolvendo um suposto holograma de Prince pré cogitado para a apresentação, além da polêmica com Janet Jackson em 2004. Justin cancelou vários shows de sua turnê no final de 2018 por problemas em suas cordas vocais, retomando os shows já no início de 2019.

## Legado
Justin Timberlake é considerado um ícone pop, e seu trabalho tem influenciado inúmeros artistas, incluindo Maroon 5, Jason Derulo, Lloyd Banks, Britney Spears, Marilyn Manson, Bridgit Mendler, Ed Sheeran, Tori Kelly, Hunter Hayes, Liam Payne, Shawn Mendes, Coldplay, Chris brown, Selena gomez, Big Time Rush, Maluma, Lorde, Justin Bieber e Nick Jonas  que o citaram como uma de suas principais influências. O artista do hip hop cristão TobyMac afirmou que Timberlake inspirou seu trabalho, comentando: Ele é um daqueles que pode criar facilmente um clássico.
O cantor brasileiro de música pop Sam Alves declarou que sua carreira seria inspirada em Justin. O mesmo cantou "Mirrors", de Timberlake na segunda temporada do programa The Voice Brasil, onde se tornou campeão.

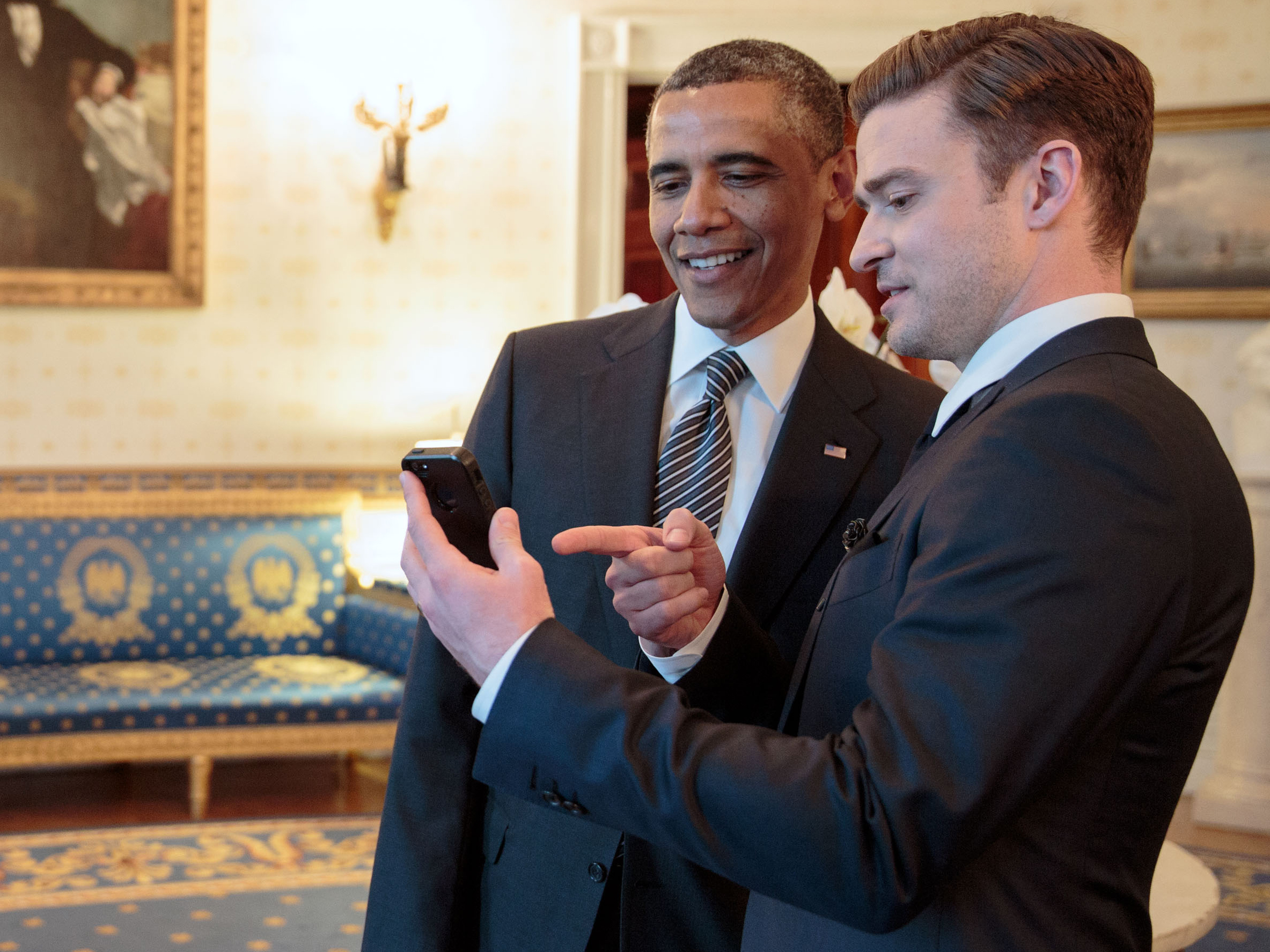
Justin Timberlake com o ex-presidente dos Estados Unidos, Barack Obama

Em 2013, Stevie Wonder escreveu para a revista Time: "Justin tem feito muita coisa em uma idade mais jovem, tirando partido de todas as possibilidades, e ainda assim ele encontrou tempo para dar de si mesmo muito que ele recebe e retribui. Ele tem o espírito. Ele faz as obras de Deus através do uso do a maioria de seu talento". Seu segundo álbum FutureSex/LoveSounds foi colocado em 46º na lista da Rolling Stone dos 100 Melhores álbuns dos anos 2000. Sua canção "Cry Me a River", que é considerada pela Rolling Stone uma das 500 melhores canções de todos os tempos da Revista Rolling Stone, estando na posição 484, ficou também na vigésima posição da lista das 100 melhores músicas da década de 2000 da mesma revista. Além de ganhar elogios da crítica pelo seu segundo álbum, de acordo com a Sia Michel do New York Times, Timberlake foi responsável pela popularização em 2006 o slogan "estou trazendo a sensualidade de volta", do primeiro single do álbum, "Sexyback". Isso gerou um "fenômeno" massivo causando impacto da canção na cultura popular.
Justin é geralmente referido como Presidente do POP. Além disso, ele foi considerado pelo canal VH1 o 66º melhor artista de todos os tempos, e nomeado pela revista Time uma das "100 pessoas mais influentes do ano", nos anos de 2007 e 2013. Segundo a Billboard, ele é o 89º maior artista de todos os tempos no Hot 100, e ainda segundo a revista, FutureSex/LoveSounds, seu 2º álbum de estúdio, é o 97º álbum mais bem sucedido de todos os tempos na Billboard 200, enquanto The 20/20 Experience, seu 3º álbum de estúdio, é o 200º com melhor desempenho na parada. A revista ainda o indicou como o 10* artista mais completo de todos os tempos.
Timberlake ao longo de sua carreira solo já vendeu 56 milhões de álbuns em todo o mundo e 50 milhões de álbuns com a 'N Sync  se juntar as vendas solo com as da 'N Sync, o resultado irá ultrapassar mais de 100 milhões de álbuns. Além disso, o cantor já vendeu em média 56 milhões de singles.
O cantor é a quinta pessoa com maior número de seguidores no Twitter com mais de 65 milhões de seguidores.

## Vida pessoal
No início de 1999, Timberlake começou a namorar a ex-companheira de The Mickey Mouse Club e cantora pop Britney Spears. O casal virou a sensação do início da década, sendo alvo constante da mídia. O relacionamento terminou abruptamente em março de 2002 e influenciado pela separação, Timberlake compôs a canção "Cry Me A River", um dos hits do seu primeiro álbum solo. Em abril de 2003, ele iniciou um relacionamento com a atriz Cameron Diaz, após se conhecerem no Kids' Choice Awards da Nickelodeon. Depois de uma muita especulação sobre uma possível separação, eles romperam o relacionamento em dezembro de 2006. Em janeiro de 2007, Timberlake negou as acusações de que estaria namorando a atriz Scarlett Johansson, com quem contracenou no videoclipe de sua canção "What Goes Around... Comes Around".

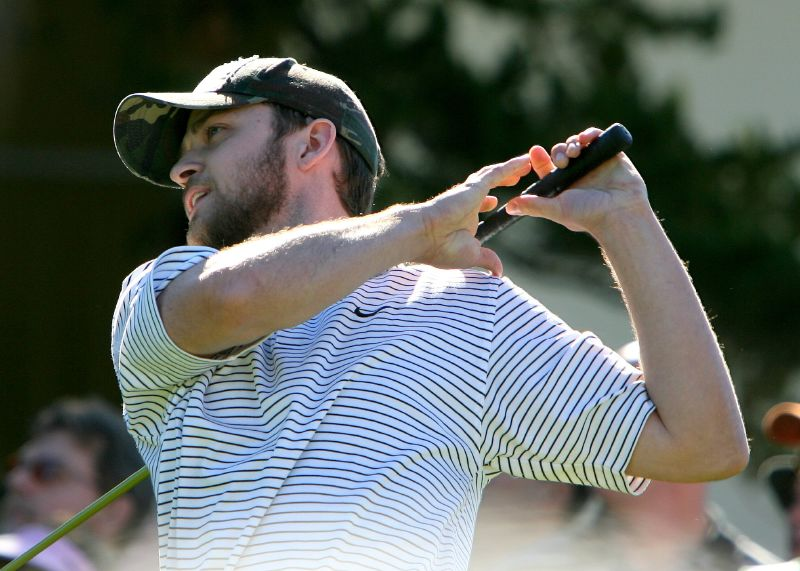
Timberlake jogando golfe, seu esporte favorito

Em janeiro de 2007, ele começou a namorar a atriz Jessica Biel, com quem veio a ser fotografado junto em várias ocasiões. Ela acompanhou o cantor na turnê Future Sex/Love Show no mesmo ano. Em março de 2011, eles anunciaram o fim do relacionamento em um comunicado. Em meados de agosto, eles foram vistos novamente juntos, após Timberlake declarar que "ela é a pessoa mais especial dos meus 30 anos" em entrevista à revista Vanity Fair. Em dezembro do mesmo ano, Timberlake pediu a mão de Jessica em casamento enquanto passavam férias nas montanhas de Montana. Timberlake e Biel se casaram em Puglia, Itália em Outubro de 2012.
Em janeiro de 2015, o cantor confirmou, através da rede social Instagram, que ele e Biel seriam pais. Em abril de 2015, Jessica deu à luz o primeiro filho do casal, um menino chamado Silas Randall Timberlake. Em julho de 2020, seu ex-colega de banda Lance Bass anunciou que Jessica deu à luz um segundo filho. Em janeiro de 2021, Justin revelou no programa da Ellen DeGeneres que o nome dele é Phineas.
Em 2015, ele ganhou junto a sua esposa, Jessica Biel, o "Prêmio Inspirador" da GLSEN, organização norte-americana que luta pelos direitos dos homossexuais, por seu trabalho e comprometimento com a comunidade LGBT.
Em 2019, Timberlake recebeu o título emérito de Doutor em música pela Berklee College of Music, juntamente com Missy Elliott e Alex Lacamoire.
Timberlake sofre de transtorno obsessivo-compulsivo (TOC) misturado com déficit de atenção e hiperatividade (TDAH).
Em outubro de 2023, tornou-se público através do livro de memórias, 'The Woman in Me' de Britney Spears, que Justin teve um filho com a cantora, no entanto ela revelou que Timberlake não desejava a gestação, e por conta da insatisfação do músico um aborto foi realizado.

## Outros projetos
Perto do fim de 2002, Timberlake foi a primeira celebridade a aparecer no Punk'd, um tipo de programa, criado por Ashton Kutcher em que brinca com as celebridades. Três episódios depois, ele apareceu novamente no programa, quando foi a vez de Kelly Osbourne ser "pegada", tornando-se assim a primeira celebridade a aparecer no programa mais de uma vez. Em 2004, ABC empregou Timberlake para escrever uma canção para a cobertura da NBA.
Justin é dono de três restaurantes nos Estados Unidos: "Chi" aberto em West Hollywood, Califórnia, em 2003, "Destino" e "Southern Hospitalty" em Nova York aberto em 2006 e 2007, respectivamente.
Em 2005, Justin lançou a William Rast, linha de roupas com o seu amigo de infância Juan("Trace") Ayala. Timberlake também tem trabalhos como modelo fotográfico, ativista social e designer. Timberlake ainda dirigiu dois videoclipes, apresentou o Espy Award 2008 e é garoto propaganda da Pepsi, Givenchy, Sony, e McDonald's, onde ele gravou uma música intitulada "I'm Lovin' It", que é usada até hoje como slogan da rede de fast-foods.
Justin é dono também, da gravadora Tennman Records, é co-fundador da marca de tequila Sauza 901,  dono do campo de golf Mirimichi, co-proprietário da marca de roupa William Rast, que rendeu a ele, em 2015, o prêmio "Fashion Oracle Award"  e desenhista da linha de decoração HoMin. É também um dos sócios do time de basquete Memphis Grizzlies. Em Junho de 2011, Timberlake comprou a rede social MySpace, por aproximadamente $ 35 milhões de dólares.

## Discografia
Álbuns de estúdio
- 2002: Justified
- 2006: FutureSex/LoveSounds
- 2013: The 20/20 Experience
- 2013: The 20/20 Experience 2 of 2
- 2018: Man of the Woods
- 2024: Everything I Thought It Was

## Filmografia

### Cinema
| Ano  | Título                             | Papel                     | Notas          |
| ---- | ---------------------------------- | ------------------------- | -------------- |
| 2001 | On the Line                        | Maquiador                 |                |
| 2001 | Longshot                           | Valet                     |                |
| 2005 | Edison                             | Pollack                   |                |
| 2006 | Alpha Dog                          | Frankie Ballenbacher      |                |
| 2006 | Southland Tales                    | Piloto privado do Abilene |                |
| 2006 | Black Snake Moan                   | Ronnie                    |                |
| 2007 | Shrek the Third                    | Artie                     |                |
| 2008 | The Love Guru                      | Jacques Grande            |                |
| 2009 | The Open Road                      | Carlton                   |                |
| 2009 | Jerry                              | Jerry                     | Curta-metragem |
| 2010 | The Social Network                 | Sean Parker               |                |
| 2010 | Yogi Bear                          | Catatau                   |                |
| 2011 | Bad Teacher                        | Scott Delacorte           |                |
| 2011 | Friends with Benefits              | Dylan                     |                |
| 2011 | In Time                            | Will Salas                |                |
| 2012 | Trouble with the Curve             | Johnny                    |                |
| 2013 | Inside Llewyn Davis                | Jim                       |                |
| 2013 | Runner Runner                      | Richie Furst              |                |
| 2016 | Popstar: Never Stop Never Stopping | Tyrus Quash               |                |
| 2016 | Trolls                             | Tronco                    |                |
| 2017 | Wonder Wheel                       | Mickey                    |                |
| 2020 | Trolls 2: World Tour               | Tronco                    |                |
| 2021 | Palmer                             | Palmer                    |                |
| 2023 | Reptile                            | Will Grady                |                |
| 2023 | Trolls Band Together               | Tronco                    |                |

### Televisão
| Ano       | Título                        | Papel         | Notas                              |
| --------- | ----------------------------- | ------------- | ---------------------------------- |
| 1993–1995 | The Mickey Mouse Club         | Ele mesmo     |                                    |
| 2000      | The Wonderful World of Disney | Jason Sharpe  | Episódio: "Model Behavior"         |
| 2000      | Sesame Street                 | Ele mesmo     | Episódio: "Elmo in Numberland"     |
| 2001      | The Simpsons                  | Ele mesmo     | Episódio: "New Kids on the Blecch" |
| 2011      | The Cleveland Show            | Paul / Booger | Episódio: "Terry Unmarried"        |
| 2017      | Trolls Holiday                | Tronco        | Filme de TV                        |
| 2021      | Trolls Holiday in Harmony     | Tronco        | Filme de TV                        |
| 2022      | Candy                         | Deffibaugh    | 2 episódios                        |

## Prêmios e indicações

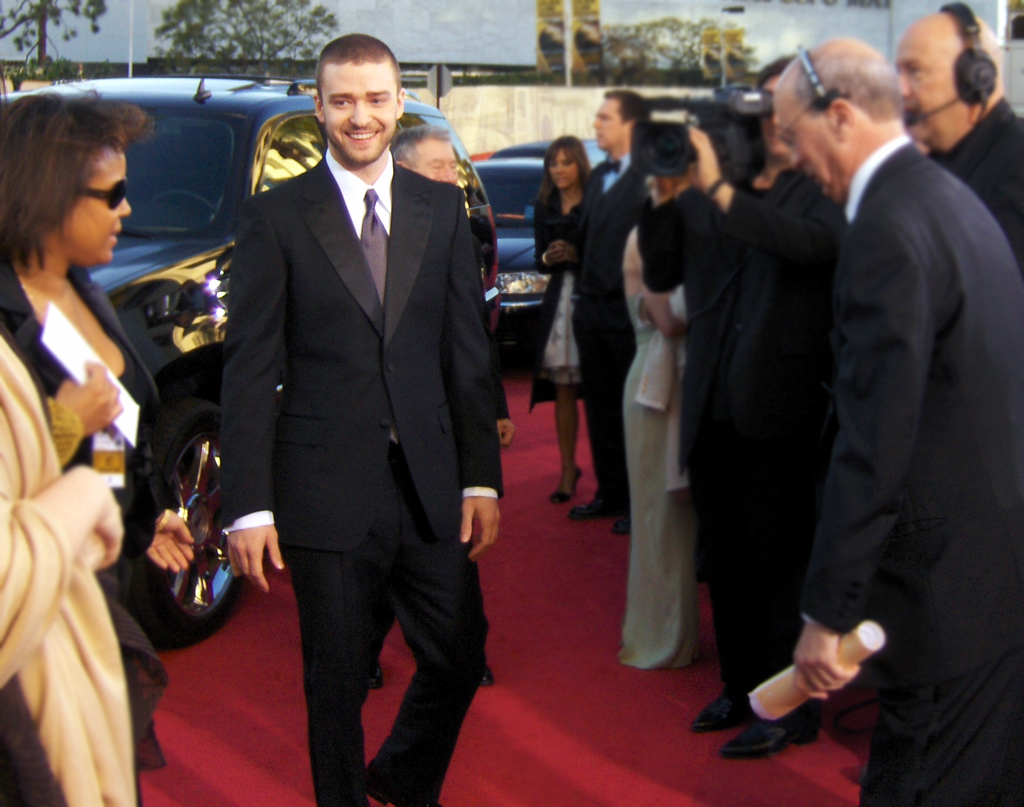
Timberlake em 2007, no Globo de Ouro

Justin Timberlake já ganhou vários prêmios, entre eles dez de trinta indicações para o Grammy Award, quatro Emmys, todos eles por suas participações no programa Saturday Night Live, sete American Music Awards, sete People's Choice Awards, três Kids Choice Awards, três Brit Awards, três World Music Awards, nove Teen Choice Awards, dez Billboard Music Awards além de ser um dos maiores vencedores de todos os tempos do VMA, com 11 prêmios, e ter recebido uma indicação ao Globo de Ouro por "Melhor Canção Original".
Justin também recebeu o Michael Jackson Video Vanguard Award do VMA, em 2013, e o "Prêmio Inovador" da iHeartRadio Music Awards, em 2015. Em Outubro de 2015, ele foi introduzido para o Memphis Music Hall of Fame, se tornando seu mais jovem membro. Ainda no ano de 2015, Justin ganhou, junto à sua esposa Jessica Biel, o "Inspiration Award" da GLSEN, por seu comprometimento com a comunidade LGBT.

## Turnês
- 2003: Justified and Stripped Tour (com Christina Aguilera)
- 2003: Justified and Lovin' It Live
- 2006: SexyBack Club Tour
- 2007: FutureSex/LoveShow
- 2013: Legends of the Summer Stadium Tour (com Jay-Z)
- 2013: The 20/20 Experience World Tour
- 2018: Man of the Woods Tour